# Baculentulus leptos
Baculentulus leptos är en urinsektsart som beskrevs av Yin 1985. Baculentulus leptos ingår i släktet Baculentulus och familjen lönntrevfotingar. Inga underarter finns listade.